# Georg Colb
Georg Colb magyaros névalakban Colb György (Brassó, ? – Brassó, 1685. február 9.) gimnáziumi tanár, Lucas Colb apja.
1666. februártól tanult Wittenbergben; 1684-ben a brassói gimnázium lectora lett. Nyomtatásban megjelent munkája: Dissertatio de salutis oblatione in vocatione ad ecclesiam. Vitebergae, 1668.